# I’m So Beautiful
Az I’m So Beautiful az amerikai Divine 1984 októberében megjelent 6. kimásolt kislemeze a The Story So Far című albumról. A dal Japánban 6 inches kislemezen is megjelent.

## Helyezések
A dal az angol kislemezlista 58. helyén debütált, majd az 52. helyig jutott a 2. héten, viszont a német slágerlistán a 38. helyig jutott, és 9 hétig volt slágerlistás helyezés.

## Megjelenések
6"  Alfa International ALI-709
- A - I'm So Beautiful - 3:40
- B - Show Me Around - 3:20

7"  Proto LS 1415
- A - I'm So Beautiful - 3:40
- B - Show Me Around - 3:20

## Slágerlista
| Slágerlista (1984–85)     | Legmagasabb helyezés |
| ------------------------- | -------------------- |
| German Singles Chart      | 38                   |
| New Zealand Singles Chart | 48                   |
| Brit kislemezlista        | 52                   |